# Özge Nur Yurtdagülen
Özge Nur Yurtdagülen o Özgenur Yurtdagülen, segons les fonts (Istanbul, 6 d'agost de 1993) és una jugadora de voleibol turca. Va formar part de la selecció nacional que el 2014 guanyà la Women's European Volleyball League i subcampiona del FIVB Volleyball Women's U23 World Championship de 2015. Va jugar al Yeşilyurt SK, on va iniciar la seva carrera esportiva, al Galatasaray, i al Sarıyer Belediyespor, tres clubs d'Istanbul. Des del juliol de 2016 juga al VakıfBank SK, també d'Istanbul.